# Guigues II. (Forez)
Guigues II. d’Albon († 6. Dezember 1206) war ein Graf von Forez und Lyonnais aus dem Haus Albon. Er war ein Sohn des Grafen Guigues I. von Forez († 1138). Für das Forez war er ein Vasall des Königs von Frankreich, während das Lyonnais als Teil des Königreichs Burgund dem heiligen römischen Reich angehörte.
Zu Beginn seiner Herrschaft wurde Guigues vom Grafen Wilhelm II. von Nevers angegriffen. Unter der Vermittlung Bernhards von Clairvaux wurde dieser Konflikt beigelegt. Danach führte Guigues die generationenlange Auseinandersetzung mit dem Erzbischof von Lyon um die Herrschaftsrechte im Lyonnais weiter. Der Erzbischof hatte dabei die Unterstützung des Kaisers Friedrich I. Barbarossa, der ihm am 18. November 1156 in Arbois die Regalien für Lyon übertrug. Guigues reagierte darauf mit einer Belagerung der Stadt, unterstützt wurde er von Seiten Papst Alexanders III. und König Ludwigs VII. von Frankreich. Guigues konnte aber trotz mehrerer Versuche die Stadt nicht einnehmen. Im Jahr 1173 ging er daher nach Vermittlung Papst Alexanders III. mit dem Klerus von Lyon einen Kompromiss ein, nachdem er auf seine gräflichen Rechte im Lyonnais zugunsten des Erzbistums verzichtete, wofür ihm aber die Nachfolge seines jüngeren Sohnes als Erzbischof garantiert wurde. Der Vertrag wurde auch von König Ludwig VII. anerkannt. Guigues’ Besitz umfasste nun das Forez mit der Hauptresidenz Montbrison, für das er der Krone Frankreichs huldigte.
Danach unterstützte Guigues zusammen mit dem Herren von Beaujeu den König im Kampf gegen den Grafen von Auvergne und nahm dabei den Vizegrafen Pons von Polignac gefangen.
Guigues trat um das Jahr 1199 als Mönch in das von ihm gegründete Zisterzienserkloster Bonlieu ein, wo er auch starb.
Seine Kinder waren:
- Guigues III. (1160–1204), Graf von Forez
- Rainald († 21. Oktober 1226), Erzbischof von Lyon